# Segarcea
Segarcea er en lille by i distriktet Dolj i Oltenien, Rumænien. Den har 7.356 (2021), i et område på 120,08 km².
Byen ligger mod den vestlige ende af den Rumænske slette, ca. 30 km nord for Donau og 25 km syd for distriktsbyen Craiova. Segarcea ligger i den øst-centrale del af distriktet Dolj  og hører til Craiova byområde.
Byen er berømt for sine hvidvine. Vinmarken Segarcea tilhører Det rumænske krondomæne (en) den har opnået berømmelse for vine, der produceres og eksporteres til mange lande i verden under handelsnavnet "The Crown Domain".